# Venados FC
Venados Fútbol Club Yucatán – meksykański klub piłkarski z siedzibą w mieście Mérida, stolicy stanu Jukatan. Występuje w rozgrywkach Liga de Expansión MX. Domowe mecze rozgrywa na obiekcie Estadio Carlos Iturralde Rivero.

## Historia
Klub został założony w 1988 roku pod nazwą Atlético Yucatán.
W 2004 roku został reaktywowany pod nazwą Mérida FC przez braci Arturo i Mauricio Millet Reyes, na licencji drużyny Nacional de Tijuana.
Po sezonie 2004/2005 bracia Millet ogłosili fuzję z zespołem CD Irapuato ze względu na problemy ekonomiczne, takie jak słaba frekwencja podczas meczów i małe wsparcie od lokalnych władz. Jednocześnie stworzyli nową drużyną pod nazwą Mérida, występującą w lokalnej lidze stanu Jukatan, jak również otworzyli piłkarską szkółkę w Argentynie. Status profesjonalny klub Mérida uzyskał ponownie w sezonie 2006/2007, kiedy to przystąpił do rozgrywek czwartoligowych. Rok później rywalizował już w trzeciej lidze.
W czerwcu 2008 Arturo Millet zakomunikował, iż zespół Méridy będzie grał w drugiej lidze meksykańskiej, jednak już pod szyldem klubu filialnego pierwszoligowego Monarcas Morelia. Swoją decyzję argumentował chęcią utrzymania przez dłuższy czas drużyny piłkarskiej w mieście Mérida. Otrzymał także gwarancję, iż w przypadku awansu do meksykańskiej Primera División klub będzie mógł rozgrywać mecze w Méridzie. Od tamtego czasu większość składu drużyny stanowili młodzi gracze, niemieszczący się w pierwszej drużynie Morelii. W listopadzie 2008 zespół otrzymał odpowiedni certyfikat od Meksykańskiego Związku Piłki Nożnej, pozwalający na ewentualną grę w najwyższej klasie rozgrywkowej.
W sezonie Clausura 2009 Mérida pokonała w dwumeczu finałowym fazy play–off Tijuanę łącznym wynikiem 1:0 (0:0, 1:0), zdobywając mistrzostwo drugiej ligi. Nie zagwarantowało to jednak klubowi awansu do Primera División, gdyż decydujący dwumecz musiał on rozegrać z mistrzem fazy Apertura 2008, Querétaro. Zespół Méridy ostatecznie zremisował 2:2 (1:2, 1:0), jednak okazał się gorszy w serii rzutów karnych i do najwyższej klasy rozgrywkowej awansowało Querétaro.
W grudniu 2010 bracia Millet oznajmili, że od rozgrywek Clausura 2011 klub będzie pełnił funkcję rezerw pierwszoligowego Atlante FC.
W 2015 roku klub zmienił nazwę na Venados FC oraz zmienił barwy z błękitnych na żółto-zielone.

## Aktualny skład
Stan na 17 kwietnia 2025.
| Nr | Poz. | Piłkarz              |
| -- | ---- | -------------------- |
| 1  | BR   | Diego Reyes          |
| 2  | OB   | Javier Casillas      |
| 4  | OB   | Áxel Grijalva        |
| 5  | PO   | Jesús Miranda        |
| 6  | PO   | Alan Francisco López |
| 7  | NA   | Diego Pineda         |
| 8  | PO   | Luis Calzadilla      |
| 10 | NA   | William Guzmán       |
| 11 | PO   | Waldo Madrid         |
| 17 | PO   | Marco García         |
| 18 | NA   | Khaled Amador        |

| Nr | Poz. | Piłkarz               |
| -- | ---- | --------------------- |
| 19 | OB   | Andrés Catalán        |
| 21 | NA   | Jesús Francisco López |
| 23 | OB   | Julio Barragán        |
| 25 | OB   | Mario Trejo           |
| 29 | NA   | Sleyther Lora         |
| 30 | PO   | Héctor Sandoval       |
| 31 | BR   | Raúl Gudiño           |
| 32 | NA   | Erick Espinosa        |
| 33 | OB   | Néstor Vidrio         |
| 34 | OB   | Sebastian Saucedo     |
| 35 | PO   | Vladimir Suárez       |